# Erfahrungsaustauschgruppe
Erfahrungsaustauschgruppe (Abk.: Erfa-Gruppe oder Erfa-Kreis) ist eine Bezeichnung für ein regelmäßig organisiertes Zusammentreffen von unabhängigen Unternehmern zum Erfahrungsaustausch. Erfa-Gruppen stellen ein kostengünstiges, betriebswirtschaftlich relevantes Beratungsinstrument dar. Die Zahl der Erfa-Gruppen in Deutschland wird auf zwischen 4.300 (Deutsche Gesellschaft für Personalführung) und 5.900 (HWK-Bayern) geschätzt.

## Ziel
Erfa-Gruppen haben das Ziel, die im Regelfall vorzufindende Isolation des einzelnen Unternehmers zu überwinden, einen organisierten Rahmen für die Auseinandersetzung mit dem eigenen Unternehmen und dessen Problemen zu bieten und gemeinsames Benchmarking zu ermöglichen.

## Arbeitsweise und Themen
Inhaber oder Geschäftsführer von nicht unmittelbar miteinander konkurrierenden Unternehmen tauschen sich in wiederkehrenden Intervallen (mindestens einmal, selten häufiger als dreimal jährlich) über betriebliche Erfahrungen und Probleme aus. Sie  stellen ihre betriebswirtschaftlichen Zahlen für einen gruppeninternen Betriebsvergleich und zur Entwicklung von zukünftigen Strategien zur Verfügung. Die Themen gehen von der Warenpräsentation und Sortimentsaufteilung über Lieferantenanalyse, Entwicklung eines Einkaufs- oder eines Marketingplanes bis hin zur gemeinsamen Diskussion von zukunftsfähigen Unternehmensstrategien. Häufig ist ein teilnehmendes Unternehmen Ausrichter und Gastgeber der Jahrestagung und stellt sein Unternehmen für eine Betriebsbegehung und für im Kollegenkreis konstruktiv zu übende Kritik zur Verfügung. Die Teilnahme an einer Erfa-Gruppe setzt Offenheit und gegenseitiges Vertrauen voraus.

## Organisation und Beratung
Häufig werden Erfa-Gruppen von auf die jeweilige Branche spezialisierten Unternehmensberatern oder Berufsständischen Kammern begleitet. 
Interessierte Unternehmen werden meist von der IHK in bereits existierende Erfa-Gruppen vermittelt, teilweise übernehmen Branchenverbände Hilfe bei der Auswahl bzw. der Neugründung von Erfa-Gruppen und halten eine Liste von geeigneten Betriebsberatern vor. Bei der Aufnahme werden betriebliche, inhaltliche und regionale Faktoren berücksichtigt. Direkte Mitbewerber werden nicht in die gleiche Erfa-Gruppe vermittelt. Bei Fehlen eines professionellen Beraters kann ein aktiver Teilnehmer die Leitung der Erfa-Gruppe übernehmen.